# Carro (Ligurien)
Carro (im Ligurischen: O Cäro) ist eine kleine italienische Gemeinde mit 483 Einwohnern (Stand 31. Dezember 2023) in der Region Ligurien. Politisch gehört sie zu der Provinz La Spezia.

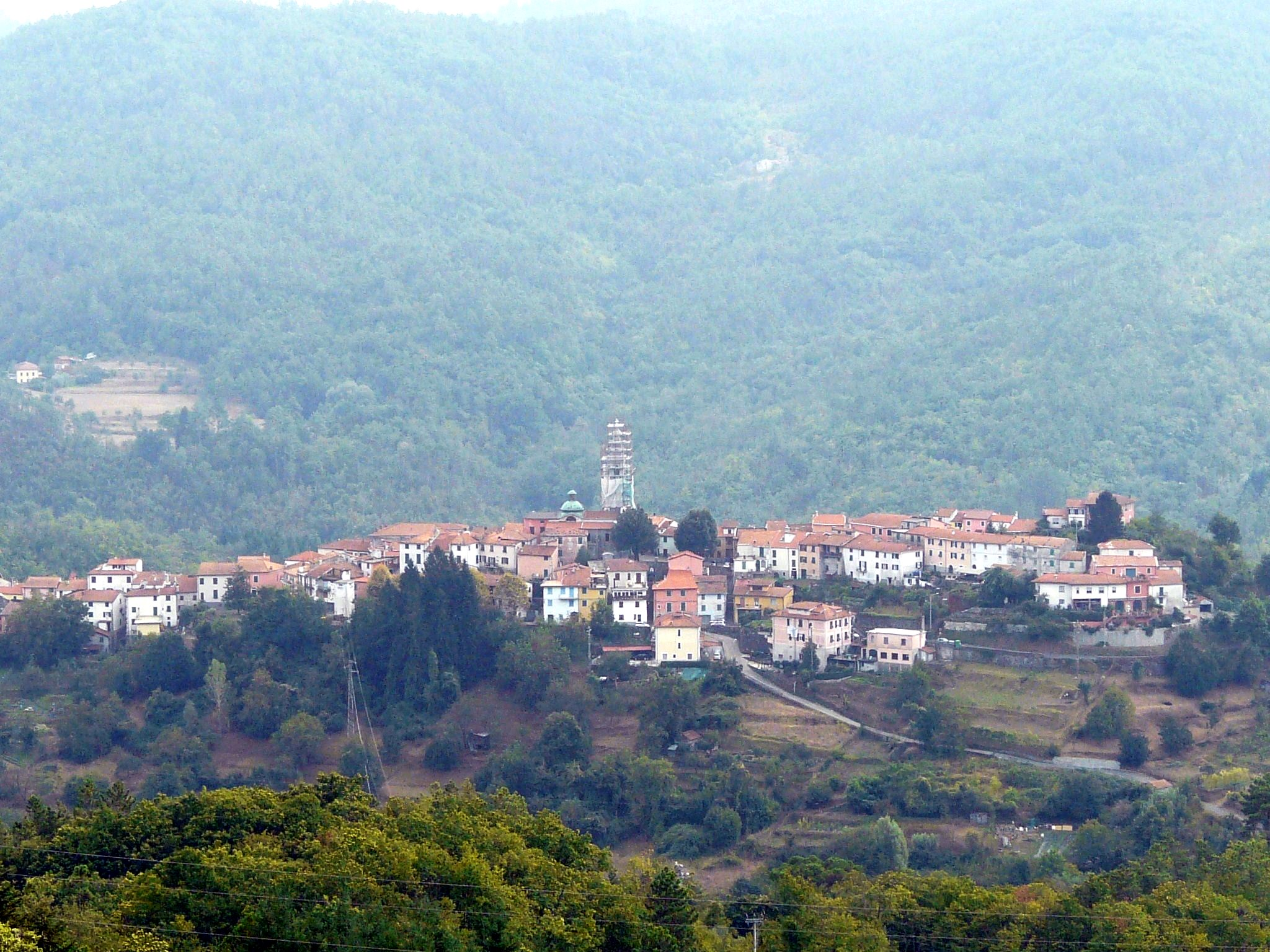
Blick auf Carro

## Geographie
Die Gemeinde liegt zwischen Sestri Levante und den Cinque Terre im oberen Val di Vara und gehört mit seinem Gemeindeland zu der Comunità Montana dell’Alta Val di Vara. Außerdem bildet Carro mit seinem Territorium einen Teil des Naturparks Montemarcello-Magra. Das Bergdorf im Küsten-Apennin ist durch eine Bergkette von 600 bis 800 m.ü.M der Riviera di Levante getrennt.
Die Gemeinde selbst untergliedert sich in sieben Wohnsiedlungen: Pera, Agnola, Cerreta, Pavareto, Ziona, Castello und Ponte Santa Margherita.

## Wirtschaft und Kultur
Die Wirtschaft basiert fast ausschließlich auf der Landwirtschaft und einem Angebot des Agrotourismus. 
Sehenswürdigkeiten sind die Kirche von San Lorenzo (Chiesa di San Lorenzo) und das Heiligtum des Heiligen Antonius Maria Gianelli (Santuario di Sant'Antonio Maria Gianelli).
Seit 2001 findet im Juli und August alljährlich das Paganini Musikfestival (Il Festival Paganiniano di Carro) mit klassische Kammer-Konzerten statt; der Großvater des Geigers Niccolò Paganini lebte in Carro.

## Söhne und Töchter der Gemeinde
- Antonio Maria Gianelli (1789–1846), Bischof, Ordensgründer und Heiliger der römisch-katholischen Kirche